# Red (película de 2022)
Red (Turning Red en su versión original en inglés; traducido como "Volviéndose rojo") es una película estadounidense de comedia dramática fantástica sobre la mayoría de edad animada por computadora, dirigida por Domee Shi, producida por Pixar Animation Studios y distribuida por Walt Disney Pictures.
Red se estrenó en China el 18 de febrero de 2022, y en Disney+ en los Estados Unidos y demás países con la plataforma el 11 de marzo de 2022 y 10 de marzo de 2022, siendo estrenada en cines en países que no disponían de la plataforma.

## Argumento

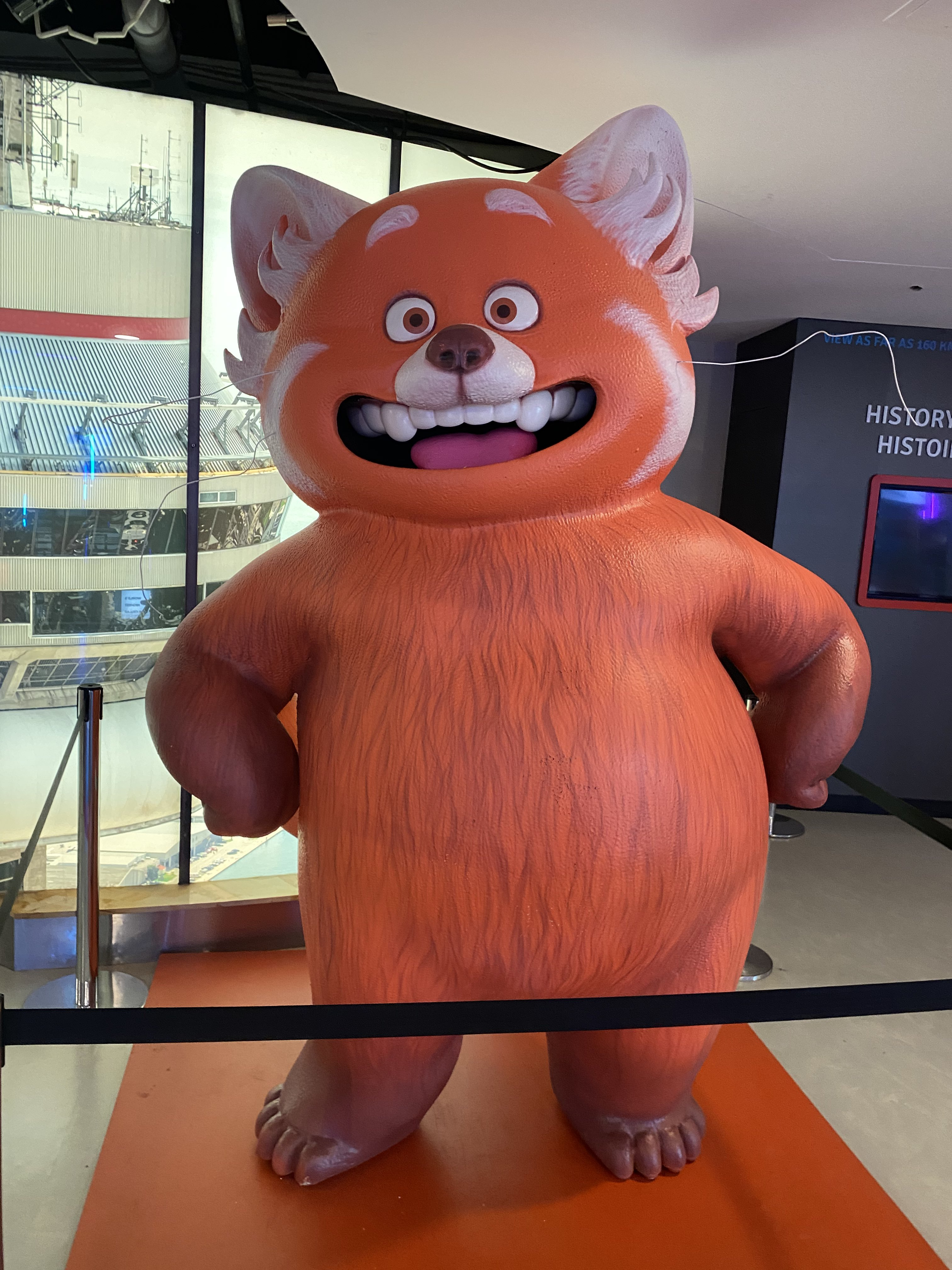
Estatua de Mei como un panda rojo

A mediados de abril del año 2002, Meilin "Mei" Lee es una niña canadiense de ascendencia china de 13 años que vive en la ciudad de Toronto. Es una estudiante prodigio y tiene un séquito de amigas cercanas compuesto por Miriam, Priya y Abby. Todas ellas son fans (seguidoras muy fieles) de la boy band 4*Town. Sin embargo, la madre de Mei, Ming, quien espera constantemente la perfección de su hija y trata de desalentar sus intereses actuales, incluido su reciente enamoramiento por un chico llamado Devon, que trabaja en una tienda de conveniencia. Mei y Ming pasan sus días atendiendo el templo de su familia china que reside al lado de su casa.
En la noche, cuando Mei hace su tarea, pero luego se entretiene y dibuja al joven que vio en la tienda de conveniencia que le provoca obsesión, cuando Ming aparece y Mei le dice que no mire su cuaderno, pero Ming lo toma diciendo que es su tarea y de sorpresa, ve el dibujo del chico de la tienda, Ming se sorprende y va con Mei directo a la tienda a regañarlo y preguntando por su edad, diciendo que tiene 17 y cree que es una mala influencia para que se enamore de Mei, provocando la burla de todos, sobre todo de Tyler, el matón de su escuela. 
Un día, después de tener una pesadilla sobre las estatuas del panda rojo del templo que cobran vida, Mei se despierta repentinamente y descubre que se ha convertido en un panda rojo gigante. Después de ocultar este cambio a su madre y su padre, descubre que puede volver a ser humana una vez que se calma, ya que solo se transforma cuando está bajo una gran presión emocional. Aunque Mei hace todo lo posible por ocultar la transformación, Ming, preocupada por su hija, se entera cuando sin darse cuenta la avergüenza al pelear con un guardia de seguridad frente a toda su clase, lo que hace que se transforme. Mei sale de la escuela y corre a su casa donde sus padres explican que a cada miembro femenino de su familia se le ha otorgado la transformación a causa de la antepasada de la familia llamada Sun Yee y solo puede sellarse mediante un ritual en la noche de la Luna Roja, que será el 25 de mayo, donde el espíritu del animal se colocará en un talismán. Ming tiene la intención de mantener a Mei encerrada en su habitación hasta esa fecha, durante un mes, pero después de que las amigas de Mei sin darse cuenta descubren a Mei en su forma de panda y les gusta, Mei descubre que concentrarse en sus amigas ayuda a evitar que cambie. Después de probar esto a sus padres, Ming le permite reanudar sus actividades normales, aunque continúa tratando de vigilarla de cerca, pero entra en pánico cuando se entera de que su madre, la abuela de Mei, la vio transformada en las noticias. Tanto la abuela como las tías de Mei los visitarán para hacer el ritual.
Las amigas de Mei le avisan que 4*Town vendrá a Toronto y realizará un concierto el 18 de mayo, para su alegría. Sin embargo, Ming se niega a dejar que Mei asista al concierto. Mei y sus amigas comienzan a usar los poderes de Mei para recaudar el dinero necesario para las entradas del concierto y pronto, Mei se convierte en la niña más popular de la escuela durante todo mayo, hasta el punto en que su acosador Tyler le pide que entretenga en su cumpleaños que será el viernes y a regañadientes acepta a cambio de una paga. Ya en la casa, iba a partir mientras trata de pedir a su madre que no la acompañe, pero justo llegan la abuela y las tías de Mei donde ella ve que han venido a ayudar, provocando que Tyler y sus invitados se queden plantados 42 minutos desde la hora de su fiesta. Aunque su abuela confía en que mantendrá un perfil bajo y se quede en el templo, Mei logra llegar a la fiesta y solo por sus amigas, le da una buena fiesta como panda.
Mientras, la fiesta se vuelve un éxito, sin embargo, Mei se entera por el radio de que el concierto tendrá lugar la noche del ritual ya que Abby consiguió un póster de las fechas del concierto y creyó que sería a una semana del eclipse, pero la fecha que dijo según Abby, fue en Toledo, Ohio y no en Toronto. Ella se frustra por esto y pronto se enoja con Tyler cuando él la insulta, lo que lleva a los niños a temerla. Ming descubre lo que ella y sus amigas han estado haciendo y critica a Mei por salir en público en su forma de panda, culpando a sus amigas por querer aprovecharse de su hija, y Mei sintiéndose insegura de desafiar a su madre, no le queda de otra que obedecer, traicionando y dándole la espalda a sus amigas.
8 días después, Mei y Ming y toda su familia están en el templo para el ritual, pero justo cuando su forma de Panda Rojo está a punto de ser sellada, inmediatamente cambia de opinión y decide mantener sus poderes y abandona el ritual para asistir al concierto en el SkyDome, con el talismán de su madre rompiéndose en el proceso. Mei logra llegar al estadio y se reconcilia con sus amigas, quienes descubren a Tyler en el concierto y justo cuando comienza, Ming llega furiosa transformada en un panda rojo colosal e interrumpe el concierto. Mientras la audiencia evacua, Mei se queda atrás y ella y su madre terminan peleando porque Mei rechazó el ritual y desafía sus ideales, lo que termina en Mei dejando inconsciente a su madre. Sin embargo, decidida a no perder a su hija, la abuela de Mei y las mujeres de la familia Lee liberan sus formas de Panda Rojo para ayudar con el ritual, y con la ayuda de los amigos de Mei, 4*Town y la audiencia, el segundo ritual se completa, enviando a Mei, Ming y las otras mujeres al plano celeste. Mei logra reconciliarse con su madre, y aunque la mayoría de la familia una vez más tiene sus formas de panda selladas, Mei nuevamente decide quedarse con la suya, ya que se quiere a sí misma por lo que es. Algún tiempo después, la relación de Mei y Ming mejora, y Mei recupera su popularidad y equilibra sus deberes en el templo con pasar tiempo con sus amigos, incluido su ex-matón Tyler, mientras reparan el SkyDome con la ayuda de la familia Lee recaudando dinero para reparar el daño.
En una escena poscréditos, en el sótano de la casa, Mei le pregunta a su padre Jin donde dejó su disco y se ve que el está escuchando su disco de 4*Town, convirtiéndolo también en un 4*Townie.

## Producción

### Desarrollo
El 8 de mayo de 2018, se informó que Shi estaba dirigiendo un largometraje en Pixar. El 26 de noviembre de 2018, Shi confirmó que estaba trabajando en una película en el estudio. Shi también dijo que la película se encuentra en las primeras etapas de desarrollo, con la historia aún en desarrollo, y que muy emocionada de este nuevo formato de película de más de 90 minutos".
El 1 de enero de 2019, Shi dijo que planeaba que la película fuera "entretenida y emotiva". El 9 de diciembre de 2020, se anunció la película de Shi con el título Turning red, y la sinopsis también se reveló.
El 10 de diciembre de 2020 a las 7:08 p. m. ET en el Día del Inversor de Disney 2020, Pixar Animation Studios, Marvel Entertainment y Walt Disney Pictures anunciaron sus próximas series y largometrajes. El 11 de diciembre de 2020 en Twitter,  Walt Disney Pictures anunció su primer largometraje (el de Domee Shi), Turning Red, con Pearl Studio.
El 13 de julio de 2021, se estrenó en el canal de YouTube de Pixar, el primer teaser tráiler oficial de la película. El 17 de noviembre salió el tráiler oficial, que nos otorga información de como Mei Lee heredó la posibilidad de transformarse en un panda rojo, además que aparecen dos amigas nuevas.

### Diseño
La película tiene lugar en Toronto, Ontario, Canadá en 2002, según lo confirmó un diseñador de producción en febrero de 2021. Dado que tiene lugar a través de los ojos de una niña de 13 años llamada Mei Lee, todo el entorno se ha estilizado para transmitir un sentimiento específico;  Shi describió el aspecto general de la película como un "sueño de fiebre preadolescente asiática". Según el productor ejecutivo Dan Scanlon, "se siente más como una versión muy suave, colorida, mágica, idílica y casi juvenil de la ciudad". Shi también consideró cómo los videojuegos como Pokémon, EarthBound y The Legend of Zelda: Breath of the Wild pudieron "estilizar su mundo de una manera tan atractiva, gruesa y linda".  Parte de este escenario deseado fue capturar la popularidad de las bandas de chicos en el cambio de milenio y cómo reaccionaron las adolescentes ante ellas. Los animadores de Pixar visitaron lugares del norte de California en busca de inspiración y referencias visuales. Estudiaron a los pandas rojos en el Zoológico de San Francisco y observaron la arquitectura en Chinatown en San Francisco y el Templo Bok Kai en Marysville.

### Inspiraciones
Shi dijo que varios animes influyeron en la película, incluidos Sailor Moon, Ranma ½, Fruits Basket e Inuyasha. Para capturar estas influencias del anime, se agregaron efectos animados 2D dibujados a mano sobre la animación 3D de Pixar. Shi también se inspiró en Mi vecino Totoro, al crear un "animal gigante icónico que se puede agarrar con el que solo quieres frotarte la cara". Los juegos de Nintendo, como Earthbound, Pokémon y The Legend of Zelda, también han sido citados como una gran influencia para la película. Shi también comparó la trama de la película con A Goofy Movie de Disney, una película similar sobre la mayoría de edad que involucra a un padre y un hijo que intentan reparar su relación, con una banda de pop como parte del clímax de la película. La película también trata sobre la pubertad, aunque no habla directamente de cambios biológicos. Por ejemplo, la madre de Mei confunde la reacción de Mei a su transformación con su primera menstruación. Shi dijo que "no se disculparon" por la discusión de estos temas en la película; el título Turning Red es una alegoría de la menstruación. El color rojo también refleja otros sentimientos que experimentan los adolescentes, según Shi, como la vergüenza o la lujuria. Shi y su personal temían que los ejecutivos del estudio quisieran que se eliminaran las escenas que hacían referencia a la pubertad, pero las escenas fueron aceptadas.
Liu supervisó la producción de las escenas de comida, como lo había hecho con Bao. Se asociaron con la organización sin fines de lucro Gold House que se especializa en la promoción de las culturas de Asia y el Pacífico para identificar qué alimentos incluir. Para renderizar los alimentos, se inspiraron en el enfoque que Studio Ghibli había hecho con los alimentos en sus obras, además de exagerar su apariencia de la misma manera que Sanrio usa para traer ternura a sus productos, y la forma en que la película The God of Cookery mostró la comida en un "resplandor de ensueño".

## Lanzamiento
La película se estrenó en China el 18 de febrero de 2022. Originalmente estaba programada para ser lanzada en cines el 11 de marzo de 2022 por Walt Disney Studios Motion Pictures, esto debido a que en China anunció su confinamiento por el aumento de contagios de COVID-19 y de la variante Ómicron, anunciándose en enero de 2022 el cambio del estreno al servicio de streaming Disney+, siendo estrenada en la misma fecha programada en los países que disponen de la plataforma, también se anunció que se haría su estreno en los cines por tiempo limitado y se estrenaría el 8 de febrero en los cines.

## Reparto y doblaje
| Personaje          | Actor de Voz Original | Doblaje de Hispanoamérica | Doblaje de España  |
| ------------------ | --------------------- | ------------------------- | ------------------ |
| Meilin "Mei" Lee   | Rosalie Chiang        | Estefanía Piedra          | Daniela Portugués  |
| Ming Lee           | Sandra Oh             | Itatí Cantoral            | Catherina Martínez |
| Miriam Wexler      | Ava Morse             | Regina Tiscareño          | Aina Lluch         |
| Abby Park          | Hyein Park            | Zöe Ivanna Mora           | Alba Luque         |
| Priya Dewan        | Maitreyi Ramakrishnan | Alicia Vélez              | Aurora Merino      |
| Jin Lee            | Orion Lee             | Mauricio Pérez Castillo   | Iván Muelas        |
| Abuela Wu          | Wai Ching Ho          | Magda Giner               | Ana Ángeles García |
| Tyler Nguyen-Baker | Tristan Allerick      | Oliver Díaz Barba         | Aitor Garrido      |

### Español de América
El doblaje hispanoamericano fue hecho en México, grabado en Taller Acústico, S.C. y fue dirigido por Katya Ojeda Iturbide.

## Banda sonora
Ludwig Göransson compuso la partitura de la película, convirtiéndola en su primera composición para una película animada. Billie Eilish y Finneas O'Connell escribieron tres canciones originales para la película que fueron interpretadas por la banda ficticia 4*Town. Según Lindsey Collins, la canción «U Know What's Up» tenía la intención de ser un refuerzo de confianza, «1 True Love» tenía la intención de ser la balada de amor del grupo y «Nobody Like U» era la canción más popular del grupo. Collins dijo que había decidido acercarse a Eilish y O'Connell al comienzo de la producción, casi al mismo tiempo que Eilish estaba alcanzando la fama; Collins dijo que su propio hijo se había convertido en fanático de la música de Eilish, lo que inspiró esta elección. Para presentarle la idea a ambos, la producción creó un álbum de recortes basado en escenas de Mei y su fascinación con 4*Town que ya habían desarrollado para la película, a veces colocando recortes de las cabezas de Eilish y O'Connell en lugar de los miembros de 4*Town, por lo que Eilish dijo que cuando vieron el concepto del material que obtuvieron, inmediatamente entendió la idea que buscaban, ya que ella misma había sido fanática de las bandas de chicos y reconoció el vínculo que Mei tenía con 4*Town.
La película incluye un canto cantonés utilizado como parte del ritual para contener el espíritu del panda rojo que se creó con la ayuda de Herman Wong, director de operaciones de Disney Character Voices International. Luego, este canto también tuvo que integrarse con «Nobody Like U» de Ellish y O'Connell como parte del clímax de la película, que fue realizado por Göransson para asegurarse de que los dos ritmos coincidieran en tiempo y clave.
Walt Disney Records lanzó el álbum de la banda sonora digitalmente y en CD el 11 de marzo de 2022. Posteriormente, aparecieron pistas de 4*Town en varios idiomas, algunas de las cuales fueron interpretadas por otras boybands como Da-iCE para japonés y W0LF(S) para mandarín, Cha Cha Slide de DJ Casper y Bootylicious de Destiny's Child, aparecen también en la película. El álbum debutó en el número 187 de la lista Hot 200 de Billboard la semana del 21 de marzo de 2022, y alcanzó el número 89, su puesto más alto la semana del 2 de abril del mismo año.

## Recepción
Turning Red recibió reseñas generalmente positivas de parte de la crítica y de la audiencia. En el sitio web especializado Rotten Tomatoes, la película posee una aprobación de 95%, basada en 278 reseñas, con una calificación de 8.0/10 y con un consenso crítico que dice: "Conmovedora, humorística, hermosamente animada y culturalmente expansiva, Turning Red amplía la larga lista de triunfos familiares de Pixar." De parte de la audiencia tiene una aprobación de 71%, basada en más de 5000 votos, con una calificación de 3.7/5.
El sitio web Metacritic le dio a la película una puntuación de 83 de 100, basada en 52 reseñas, indicando "aclamación universal". En el sitio IMDb los usuarios le asignaron una calificación de 7.0/10, sobre la base de 120 072 votos, mientras que en la página web FilmAffinity la cinta tiene una calificación de 6.5/10, basada en 11 733 votos.

### Premios y nominaciones
| Premio                                                   | Fecha                   | Categoría                                           | Nominado                                            | Resultado | Ref.   |
| -------------------------------------------------------- | ----------------------- | --------------------------------------------------- | --------------------------------------------------- | --------- | ------ |
| Premios de la Alianza de Mujeres Periodistas de Cine     | 5 de enero de 2023      | Mejor película animada                              | Turning Red                                         | Nominada  | [ 21 ] |
| Premios de la Alianza de Mujeres Periodistas de Cine     | 5 de enero de 2023      | Mejor guionista femenina                            | Domee Shi                                           | Nominada  | [ 21 ] |
| Premios de la Alianza de Mujeres Periodistas de Cine     | 5 de enero de 2023      | Mejor personaje femenino animado                    | "Mei" (Rosalie Chiang)                              | Nominada  | [ 21 ] |
| Premios de la Alianza de Mujeres Periodistas de Cine     | 5 de enero de 2023      | Mejor personaje femenino animado                    | "Ming" (Sandra Oh)                                  | Nominada  | [ 21 ] |
| Premios de la Asociación de Críticos de Cine de Austin   | 10 de enero de 2023     | Mejor película animada                              | Turning Red                                         | Nominada  | [ 22 ] |
| Premios de la Asociación de Críticos de Cine de Austin   | 10 de enero de 2023     | Mejor película debut                                | Domee Shi                                           | Nominada  | [ 22 ] |
| Boston Society of Film Critics Awards                    | 11 de diciembre de 2022 | Mejor película animada                              | Turning Red                                         | Ganadora  | [ 23 ] |
| Premios de la Asociación de Críticos de Cine de Chicago  | 14 de diciembre de 2022 | Mejor película animada                              | Turning Red                                         | Nominada  | [ 24 ] |
| Premios de la Crítica Cinematográfica                    | 15 de enero de 2023     | Mejor película de animación                         | Turning Red                                         | Pendiente | [ 25 ] |
| Florida Film Critics Circle Awards                       | 21 de diciembre de 2022 | Mejor película animada                              | Turning Red                                         | Ganadora  | [ 26 ] |
| Premios Globo de Oro                                     | 10 de enero de 2023     | Mejor película animada                              | Turning Red                                         | Nominada  | [ 27 ] |
| Golden Trailer Awards                                    | 6 de octubre de 2022    | Mejor TrailerByte animado para una película         | "Boots y Cats" (ZEALOT)                             | Nominado  | [ 28 ] |
| Premios Grammy                                           | 5 de febrero de 2023    | Mejor canción escrita para medios visuales          | Billie Eilish y Finneas O'Connell ("Nobody Like U") | Pendiente | [ 29 ] |
| Premios de la Asociación de Críticos de Hollywood        | 24 de febrero de 2023   | Mejor película animada                              | Turning Red                                         | Pendiente | [ 30 ] |
| Premios de la Asociación de Críticos de Hollywood        | 24 de febrero de 2023   | Mejor película debut                                | Domee Shi                                           | Pendiente | [ 30 ] |
| Premios de la Asociación de Críticos de Hollywood        | 24 de febrero de 2023   | Mejor interpretación de voz o captura de movimiento | Rosalie Chiang                                      | Pendiente | [ 30 ] |
| Hollywood Critics Association Creative Arts Awards       | 17 de febrero de 2023   | Mejor canción                                       | "Nobody Like U"                                     | Pendiente | [ 31 ] |
| Hollywood Critics Association Midseason Film Awards      | 1 de julio de 2022      | Mejor película                                      | Turning Red                                         | Nominada  | [ 32 ] |
| Hollywood Music in Media Awards                          | 16 de noviembre de 2022 | Mejor banda sonora en una película animada          | FINNEAS y Ludwig Göransson                          | Nominados | [ 33 ] |
| Hollywood Music in Media Awards                          | 16 de noviembre de 2022 | Mejor canción original en una película animada      | Billie Eilish y Finneas O'Connell ("Nobody Like U") | Nominados | [ 33 ] |
| Hollywood Music in Media Awards                          | 16 de noviembre de 2022 | Mejor álbum de banda sonora                         | Finneas O'Connell, Ludwig Göransson, 4*TOWN         | Nominados | [ 33 ] |
| San Diego Film Critics Society Awards                    | 6 de enero de 2023      | Mejor película animada                              | Turning Red                                         | Finalista | [ 34 ] |
| Premios Satellite                                        | 11 de febrero de 2021   | Mejor película o corto animado                      | Turning Red                                         | Pendiente | [ 35 ] |
| Premios de la Asociación de Críticos de Cine de San Luis | 18 de diciembre de 2022 | Mejor película animada                              | Turning Red                                         | Nominada  | [ 36 ] |
| Washington D. C. Area Film Critics Association Awards    | 12 de diciembre de 2022 | Mejor película animada                              | Turning Red                                         | Nominada  | [ 37 ] |
| Washington D. C. Area Film Critics Association Awards    | 12 de diciembre de 2022 | Mejor interpretación de voz                         | Rosalie Chiang                                      | Nominada  | [ 37 ] |
| Washington D. C. Area Film Critics Association Awards    | 12 de diciembre de 2022 | Mejor interpretación de voz                         | Sandra Oh                                           | Nominada  | [ 37 ] |